# Saint-Clément-de-la-Place
Saint-Clément-de-la-Place é uma comuna francesa na região administrativa da Pays de la Loire, no departamento de Maine-et-Loire. Estende-se por uma área de 33,23 km², com 1 392 habitantes, segundo os censos de 1999, com uma densidade de 41 hab/km².